# Zagreb (minolovac)
Zagreb (ranije Margit) bio je riječni trgovački brod 1944. preinačen u pomoćnog minolovca za potrebe Mornarice NDH. U sastavu riječne mornarice je bio od kolovoza 1944. do 7. rujna iste godine, kad je naletio na minu kod Zemuna te je potopljen.